# Санкт-Антёниен-Ашарина
Санкт-Антёниен-Ашарина (нем. Sankt Antönien Ascharina, вал. Schrina (ˈʃɾiːnɐ)) — деревня и бывшая коммуна в Швейцарии, кантон Граубюнден, регион Преттигау-Давос (до 2015 года округ Преттигау-Давос).
Население составляло 118 человек на 2005 год. Официальный код — 3893. 1 января 2007 года вошла в состав коммуны Санкт-Антёниен, которая 1 января 2016 года стала частью коммуны Луцайн
Санкт-Антёниен-Ашарина находится на востоке Швейцарии вблизи границы с Австрией. Коммуна представляет собой 26 ферм без административного центра, школы и церкви. В 1920—1953 годах она официально называлась Ашарина. В XIX веке в коммуне семьёй Лошер была основана керамическая фабрика, которая стала одним из основных производителей изразцов и гончарных изделий в Граубюндене. Она закрылась в 1898 году.
| 1850 | 1900 | 1950 | 2000 | 2005 |
| ---- | ---- | ---- | ---- | ---- |
| 146  | 95   | 149  | 119  | 118  |